# Periódicos de Ucrania
La siguiente es una lista recopilada de periódicos que se publican en Ucrania.
| Periódico                       | Tipo                 | Ciudad | Circulación                             | Idioma(s)       | Sitio web                                                                          |
| ------------------------------- | -------------------- | ------ | --------------------------------------- | --------------- | ---------------------------------------------------------------------------------- |
| Todo sobre contabilidad         | Nacional A4          | Kiev   | 93.100                                  | ucraniano, ruso | http://vobu.com.ua/                                                                |
| DELO                            | Berlinés, finanzas   | Kiev   | 15.000                                  | ruso            | http://www.delo.ua/                                                                |
| Delovaya Stolitsa               | Finanzas             | Kiev   | 50.000                                  | ruso            | https://web.archive.org/web/20061208165511/http://dsnews.com.ua/                   |
| Den                             | Broadsheet           | Kiev   | 60,000                                  | ucraniano       | http://www.day.kiev.ua/                                                            |
| Den                             | Broadsheet           | Kiev   | 60,000                                  | ruso            | http://www.day.kiev.ua/ru/                                                         |
| Den                             | Broadsheet           | Kiev   | 60,000                                  | inglés          | http://www.day.kiev.ua/en/                                                         |
| Ekspres                         | Nacional             | Lviv   | 508.200 (jueves) 1.223.700 (por semana) | ucraniano       | http://expres.ua/                                                                  |
| Fakty i Kommentarii             | Tabloide             | Kiev   | 1.100.000                               | ruso            | http://www.facts.kiev.ua/                                                          |
| Interfax-Ukraïna                | Agencias de noticias | Kiev   | n/a                                     | ruso            | http://www.interfax.com.ua/                                                        |
| Interfax-Ukraïna                | Agencias de noticias | Kiev   | n/a                                     | ucraniano       | http://www.interfax.com.ua/ukr/                                                    |
| Interfax-Ukraïna                | Agencias de noticias | Kiev   | n/a                                     | inglés          | http://www.interfax.com.ua/eng/                                                    |
| Khreschatyk                     | Regional             | Kiev   | —                                       | ucraniano       | http://www.kreschatic.kiev.ua/ Archivado el 31 de mayo de 2010 en Wayback Machine. |
| Komsomolskaya Pravda en Ucrania | Compacto             | Kiev   | 1 millón                                | ruso            | http://www.kp.ua/                                                                  |
| Kyiv Post                       | Internet             | Kiev   | n/a                                     | inglés          | http://www.kyivpost.com/                                                           |
| Odessa Daily                    | Regional             | Odessa |                                         | ucraniano       | http://odessa-daily.com.ua                                                         |
| Postup                          | Regional             | L'viv  | 200.000                                 | ucraniano       | http://postup.brama.com/dinamic/                                                   |
| Sevodnya                        | Tabloide             | Kiev   | 700.000                                 | ruso            | https://web.archive.org/web/20060205025806/http://today.viaduk.net/                |
| Ukrayinska Pravda               | Internet             | Kiev   | n/a                                     | ucraniano       | https://web.archive.org/web/20041228213830/http://www2.pravda.com.ua/              |
| Ukrayinska Pravda               | Internet             | Kiev   | n/a                                     | ruso            | https://web.archive.org/web/20060215190102/http://pravda.com.ua/ru/                |
| Ukrayinska Pravda               | Internet             | Kiev   | n/a                                     | inglés          | https://web.archive.org/web/20071003093637/http://www2.pravda.com.ua/en/           |
| UNIAN                           | Agencia de noticias  | Kiev   | n/a                                     | ucraniano       | http://www.unian.net/ukr/                                                          |
| UNIAN                           | Agencia de noticias  | Kiev   | n/a                                     | ruso            | https://web.archive.org/web/20101115184242/http://www.unian.net/rus                |
| UNIAN                           | Agencia de noticias  | Kiev   | n/a                                     | inglés          | https://web.archive.org/web/20080612161310/http://www.unian.net/eng/               |
| Uryadovy Kuryer                 | Compacto             | Kiev   | 130.000 - 230.000                       | ucraniano       | n/a                                                                                |
| Vecherniye Vesti                | Tabloide             | Kiev   | 530.000                                 | ruso            |                                                                                    |
| Video Novosti                   | Nacional             | Kiev   | 7.000                                   | ruso            | https://web.archive.org/web/20190321172117/http://videonews.com.ua/                |
| Vysoky Zamok                    | Nacional             | Lviv   | 450.000                                 | ucraniano       | https://web.archive.org/web/20050112055944/http://www.wz.lviv.ua/                  |
| Zerkalo Nedeli                  | compacto             | Kiev   | 48.000                                  | ucraniano       | https://web.archive.org/web/20080621225146/http://www.zn.kiev.ua/                  |
| Zerkalo Nedeli                  | compacto             | Kiev   | 48.000                                  | ruso            | http://www.zerkalo-nedeli.com/                                                     |
| Zerkalo Nedeli                  | compacto             | Kiev   | 48.000                                  | inglés          | https://web.archive.org/web/20140517214621/http://mw.ua/                           |